# Oasis (Do As Infinityの曲)
「Oasis」（オアシス）は、日本のロックバンド・Do As Infinityの3作目のシングル。

## 概要
- 前作「Heart」から約1ヶ月ぶりのシングル。
- 今作より共同編曲とサウンドプロデュースに亀田誠治が参加した。
- 表題曲はカネボウ『テスティモ』のCMソングに使用され、自身初のタイアップとなった。
- オリコンチャート初登場25位を獲得。自身初のトップ30入りを果たした。

## 収録曲
1. Oasis [4:45]
作詞・作曲：D・A・I
編曲：D・A・I、亀田誠治
作詞は鈴木直人と伴都美子の共作で、鈴木に手ほどきを受けながら書かれたという。作曲は長尾大。また、この楽曲からコンプレッサーで圧縮したギターサウンドに変わった[注 1]。タイトルはイギリスのロックバンドであるオアシスから引用されている。
2. sell… [4:21]
作詞・作曲：D・A・I
編曲：D・A・I、亀田誠治
3. Oasis (Instrumental) [4:45]
作曲：D・A・I
編曲：D・A・I、亀田誠治
表題曲のインストゥルメンタルバージョン。
4. sell… (Instrumental) [4:20]
作曲：D・A・I
編曲：D・A・I、亀田誠治
カップリング曲のインストゥルメンタルバージョン。
5. Wings (Free Live 100 at 渋谷公会堂) [4:12]
作詞・作曲・編曲：D・A・I
1stシングルのカップリング1曲目のライブバージョン。
6. Heart (3SV Remix) [4:36]
作詞・作曲：D・A・I
リミックス：3SV
2ndシングルの表題曲のリミックスバージョン。
7. Heart (Chromatic Mix) [5:09]
作詞・作曲：D・A・I
編曲：井上鑑
2ndシングルの表題曲のリアレンジバージョン。

## タイアップ
- カネボウ『テスティモ』CMソング (#1)

## 収録アルバム
- BREAK OF DAWN (#1)
- Do The Best (#1、アウトロがフェードアウトしないバージョン)
- Do The B-side (#2)
- Do The A-side (#1)
- Do The Best "Great Supporters Selection" (#1)
- Do The Complete (#1)

## 2 of Us
「Oasis [2 of Us]」（オアシス・トゥー・オブ・アス）は、日本のロックバンド・Do As Infinityの10作目の配信限定シングル。

### 概要
- 前作「We are. [2 of Us]」から続く16週連続配信企画『2 of Us』の第10弾シングル。

### 収録曲
1. Oasis [2 of Us] [4:47]
作詞・作曲：D・A・I
編曲：Ryo Owatari
今までの配信されてきた楽曲と異なり、今作では渋谷ハチ公像前を中心に展開していた路上ライブの世界観を再現する形で制作された。大渡もアルペジオを長尾が当時好んで弾いていたような音色を意図的に使用している[1]。

### 収録アルバム
- 2 of Us [RED] -14 Re:SINGLES-